# La Joueuse de mandoline
La Joueuse de mandoline est un tableau peint par Georges Braque en 1917. Cette huile sur toile cubiste représente une mandoliniste. Elle est conservée au Lille Métropole Musée d'Art moderne, d'Art contemporain et d'Art brut, à Villeneuve-d'Ascq, dans le Nord.